# Solomon Okoronkwo
Solomon Ndubisi Okoronkwo (Enugu, Nigeria, 2 de marzo de 1987) es un futbolista nigeriano que juega de delantero.
Fue internacional absoluto por la selección de Nigeria entre 2010 y 2011. Obtuvo la medalla de plata en las Juegos Olímpicos de Pekín 2008 junto a la selección olímpica de Nigeria.

## Clubes
| Club                            | País     | Año       |
| ------------------------------- | -------- | --------- |
| Gabros International            | Nigeria  | 2004      |
| Hertha de Berlín                | Alemania | 2005-2008 |
| Rot-Weiss Essen (préstamo)      | Alemania | 2007      |
| F. C. Saturn Moskovskaya Oblast | Rusia    | 2008-2010 |
| Aalesunds FK                    | Noruega  | 2011      |
| Pécsi Mecsek F. C.              | Hungría  | 2012-2013 |
| F. C. Erzgebirge Aue            | Alemania | 2013-2015 |
| SV Sandhausen                   | Alemania | 2015      |
| 1. F. C. Saarbrücken            | Alemania | 2015-2016 |
| TSG Neustrelitz                 | Alemania | 2017      |
| Dinamo de Berlín                | Alemania | 2017-2018 |
| BSV Rehden                      | Alemania | 2018-2019 |
| Hannoverscher SC                | Alemania | 2020      |
| C. F. C. Hertha 06              | Alemania | 2020-2021 |
| Brandenburger SC Süd 05         | Alemania | 2021      |
| C. F. C. Hertha 06              | Alemania | 2021-2022 |